# 2007-es Formula–1 kínai nagydíj
A kínai nagydíj volt a 2007-es Formula–1 világbajnokság tizenhatodik futama, amit 2007. október 7-én rendeztek a Shanghai International Circuit pályán. A versenyt Kimi Raikkönen nyerte a Ferrarival, második lett Fernando Alonso a McLarennel, a harmadik pedig Felipe Massa szintén egy Ferrarival. A világbajnokságot vezető Lewis Hamilton kiesett, amikor az erősen viseltes gumijai lecserélésére indulva kicsúszott a boxutca bejáratánál a kavicságyba, ahonnan nem tudott kijönni.
Raikkönen győzelme volt a Ferrari 200. futamgyőzelme a Formula–1-ben, és ez volt az utolsó verseny, ahol egy dohánygyár (Marlboro) reklámozta a termékeit.
A versenyt 2020. április 19-én az M4 Sport csatorna teljes egészében megismételte, miután a 2020-ban Kínában rendezendő verseny a koronavírus-járvány miatt elmaradt.

## A verseny előtt
Lewis Hamilton 12 pontos előnnyel vezette a bajnokságot csapattársa, Fernando Alonso előtt, miután Alonso az előző futamon, Japánban, kiesett. Raikkönen volt a másik pilóta, akinek matematikai esélye volt még a VB-cím megszerzésére, már 17 pontos hátrányban. Ahhoz, hogy Hamilton Kínában világbajnok lehessen, egyetlen ponttal kellett volna többet gyűjtenie, mint Alonso, és hattal többet, mint Raikkönen. De bármilyen eredmény is született volna, akkor is Hamilton vezette volna a világbajnokságot.
A nagydíj időjárását a Kína keleti partjain tomboló Krosza tájfun befolyásolta.

## Időmérő edzés
Vettel már az időmérő előtt 10 rajthelyes büntetéssel kellett szembenézzen, a Japánban Mark Webberrel való ütközéséért. Ezt utóbb figyelmeztetésre módosították. Mégis, a Toro Rosso pilótája 5 rajthelyes büntetést kapott, amiért az időmérő edzés során feltartotta Heikki Kovalainent.
Az időmérő első szakaszában a két Spyker, a Super Aguris Szató, a williamses Alexander Wurz, a Renault pilótája, Fisichella, valamint a hondás Rubens Barrichello estek ki. A második szakaszban Rorberg a másik Williams-szel, Anthony Davidson, Kovalainen, Jarno Trulli, és Vitantonio Liuzzi estek ki. A harmadik szakaszba tizedik helyen bejutott Jenson Button a Hondával, ami szép teljesítmény volt. Előtte a két BMW Sauber, Webber, Ralf Schumacher, Coulthard és Alonso jutottak be. Habár Raikkönen volt a szabadedzéseken és az időmérő első két szakaszában is a leggyorsabb, a pole pozíciót mégis Lewis Hamilton szerezte meg, karrierje során hatodszor.
| Helyezés | Versenyző            | Csapat/Motor       | 1. rész  | 2. rész  | 3. rész  |
| -------- | -------------------- | ------------------ | -------- | -------- | -------- |
| 1        | Lewis Hamilton       | McLaren-Mercedes   | 1:35.798 | 1:35.898 | 1:35.908 |
| 2        | Kimi Räikkönen       | Ferrari            | 1:35.692 | 1:35.381 | 1:36.044 |
| 3        | Felipe Massa         | Ferrari            | 1:35.792 | 1:35.796 | 1:36.221 |
| 4        | Fernando Alonso      | McLaren-Mercedes   | 1:35.809 | 1:35.845 | 1:36.576 |
| 5        | David Coulthard      | Red Bull-Renault   | 1:36.930 | 1:36.252 | 1:37.619 |
| 6        | Ralf Schumacher      | Toyota             | 1:37.135 | 1:36.709 | 1:38.013 |
| 7        | Mark Webber          | Red Bull-Renault   | 1:37.199 | 1:36.602 | 1:38.153 |
| 8        | Nick Heidfeld        | BMW Sauber         | 1:36.737 | 1:36.217 | 1:38.455 |
| 9        | Robert Kubica        | BMW Sauber         | 1:36.309 | 1:36.116 | 1:38.472 |
| 10       | Jenson Button        | Honda              | 1:37.092 | 1:36.771 | 1:39.285 |
| 11       | Vitantonio Liuzzi    | Toro Rosso-Ferrari | 1:37.047 | 1:36.862 |          |
| 12       | Jarno Trulli         | Toyota             | 1:37.209 | 1:36.959 |          |
| 13       | Heikki Kovalainen    | Renault            | 1:37.225 | 1:36.991 |          |
| 14       | Anthony Davidson     | Super Aguri-Honda  | 1:37.203 | 1:37.247 |          |
| 15       | Nico Rosberg         | Williams-Toyota    | 1:37.144 | 1:37.483 |          |
| 16       | Rubens Barrichello   | Honda              | 1:37.251 |          |          |
| 17†      | Sebastian Vettel     | Toro Rosso-Ferrari | 1:37.006 | 1:36.891 |          |
| 18       | Giancarlo Fisichella | Renault            | 1:37.290 |          |          |
| 19       | Alexander Wurz       | Williams-Toyota    | 1:37.456 |          |          |
| 20       | Szató Takuma         | Super Aguri-Honda  | 1:38.218 |          |          |
| 21       | Adrian Sutil         | Spyker-Ferrari     | 1:38.668 |          |          |
| 22       | Jamamoto Szakon      | Spyker-Ferrari     | 1:39.336 |          |          |

## Futam
A versenyen változó volt az időjárás, volt, hogy esett, majd a pálya ismét felszáradt. A verseny elején mindenki átmeneti, vagyis intermediate gumival rajtolt el. Az első négy helyezett együtt maradt a rajt után, amelynek Liuzzi volt a legnagyobb nyertese, mert három helyet is javított az első körben. Ralf Schumacher Toyotáját eltalálták, így ő a mezőny végére esett vissza.
Az első kieső az egyébként remekül teljesítő Anthony Davidson volt, fékhiba miatt, aki sajnos addigra már a 20. helyig esett vissza. Ezután a 25. körben Sutil pördült ki a Spykerrel, majd egy körrel később a kétszer is kicsúszó Ralf Schumacher adta fel a küzdelmet.
Ahogy a pálya egyre jobban felszáradt, úgy lett egyre nehezebb dolga Hamiltonnak a kopott intermediate gumikkal. Hiába kellett volna kiállnia, a McLaren boxában az a döntés született, hogy kint marad és ragaszkodnak az eredeti stratégiához. Ez rossz döntésnek bizonyult, mert a 31. körben Raikkönen könnyűszerrel utolérte és meg is előzte őt. A brit ekkor szándékozott kiállni a boxba, de nem sokkal a bokszutca bejárata előtt a kavicságyba került, mert nem tudta bevenni a ráfordító kanyart. A pályamunkások hiába próbálták Hamiltont visszatolni a pályára, az autó beásta magát a kavicságyba és a VB-éllovas kénytelen volt a 32. körben feladnia a versenyt. Ekkor esett ki életében először. Nem sokkal ezután Robert Kubica állt az élre, akinek a győzelemre is esélye lett volna, de műszaki hiba miatt kiesett.
Raikkönen kényelmes előnnyel ért be elsőként a célba Alonso előtt, aki mögött már csak alig 3 másodpercnyire volt Massa. Ez a végeredmény biztosította be, hogy a világbajnokság csak a legutolsó futamon dőlhetett el. A 17. helyről rajtoló Vettel az utolsó kanyarokban megelőzte Buttont, így karrierje addigi legjobb pozícióját, egy negyedik helyet szerezte meg. Button ötödik helye így is a Honda legjobb eredménye lett abban az évben.
A tizenkettedik helyen végző Alaxander Wurz váratlanul bejelentette, hogy azonnali hatállyal befejezi Formula–1-es karrierjét. Az utolsó futamon a helyére Nakadzsima Kazuki ülhetett be.
| Helyezés | Rajtszám | Versenyző            | Csapat/Motor       | Futott kör | Idő/Kiesés oka | Rajthely | Pont |
| -------- | -------- | -------------------- | ------------------ | ---------- | -------------- | -------- | ---- |
| 1        | 6        | Kimi Räikkönen       | Ferrari            | 56         | 1h37:58,395    | 2        | 10   |
| 2        | 1        | Fernando Alonso      | McLaren-Mercedes   | 56         | + 9,806        | 4        | 8    |
| 3        | 5        | Felipe Massa         | Ferrari            | 56         | + 12,891       | 3        | 6    |
| 4        | 19       | Sebastian Vettel     | Toro Rosso-Ferrari | 56         | + 53,509       | 17       | 5    |
| 5        | 7        | Jenson Button        | Honda              | 56         | + 1:08,666     | 10       | 4    |
| 6        | 18       | Vitantonio Liuzzi    | Toro Rosso-Ferrari | 56         | + 1:13,673     | 11       | 3    |
| 7        | 9        | Nick Heidfeld        | BMW Sauber         | 56         | + 1:14,224     | 8        | 2    |
| 8        | 14       | David Coulthard      | Red Bull-Renault   | 56         | + 1:20,750     | 5        | 1    |
| 9        | 4        | Heikki Kovalainen    | Renault            | 56         | + 1:21,186     | 13       |      |
| 10       | 15       | Mark Webber          | Red Bull-Renault   | 56         | + 1:24,685     | 7        |      |
| 11       | 3        | Giancarlo Fisichella | Renault            | 56         | + 1:26,683     | 18       |      |
| 12       | 17       | Alexander Wurz       | Williams-Toyota    | 55         | + 1 kör        | 19       |      |
| 13       | 12       | Jarno Trulli         | Toyota             | 55         | + 1 kör        | 12       |      |
| 14       | 22       | Szató Takuma         | Super Aguri-Honda  | 55         | + 1 kör        | 20       |      |
| 15       | 8        | Rubens Barrichello   | Honda              | 55         | + 1 kör        | 16       |      |
| 16       | 16       | Nico Rosberg         | Williams-Toyota    | 54         | + 2 kör        | 15       |      |
| 17       | 21       | Jamamoto Szakon      | Spyker-Ferrari     | 53         | + 3 kör        | 22       |      |
| Ki       | 10       | Robert Kubica        | BMW Sauber         | 33         | Hidraulika     | 9        |      |
| Ki       | 2        | Lewis Hamilton       | McLaren-Mercedes   | 30         | Kicsúszás      | 1        |      |
| Ki       | 11       | Ralf Schumacher      | Toyota             | 25         | Kicsúszás      | 6        |      |
| Ki       | 20       | Adrian Sutil         | Spyker-Ferrari     | 24         | Baleset        | 21       |      |
| Ki       | 23       | Anthony Davidson     | Super Aguri-Honda  | 11         | Fékhiba        | 14       |      |

## A világbajnokság élmezőnyének állása a futam után
| H  | Versenyzők           | Pont | H  | Konstruktőrök      | Pont    |
| -- | -------------------- | ---- | -- | ------------------ | ------- |
| 1  | Lewis Hamilton       | 107  | 1  | Ferrari            | 186     |
| 2  | Fernando Alonso      | 103  | 2  | BMW Sauber         | 94      |
| 3  | Kimi Räikkönen       | 100  | 3  | Renault            | 47      |
| 4  | Felipe Massa         | 86   | 4  | Williams-Toyota    | 28      |
| 5  | Nick Heidfeld        | 58   | 5  | Red Bull-Renault   | 24      |
| 6  | Robert Kubica        | 35   | 6  | Toyota             | 12      |
| 7  | Heikki Kovalainen    | 30   | 7  | Toro Rosso-Ferrari | 8       |
| 8  | Giancarlo Fisichella | 21   | 8  | Honda              | 6       |
| 9  | Nico Rosberg         | 15   | 9  | Super Aguri-Honda  | 4       |
| 10 | David Coulthard      | 14   | 10 | Spyker-Ferrari     | 1       |
| 11 | Alexander Wurz       | 13   | 11 | McLaren-Mercedes   | Kizárva |

1. ↑  Formula-1: az osztrák Alexander Wurz visszavonul - NSO (magyar nyelven). NSO.hu, 2007. október 8. (Hozzáférés: 2020. április 15.)
2. ↑  A csapatot ipari kémkedés miatt kizárták.

## Statisztikák
Vezető helyen:
- Kimi Räikkönen: 31 (16-19 / 29-32 / 34-56)
- Lewis Hamilton: 24 (1-15 / 20-28)
- Robert Kubica: 1 (33)

Kimi Räikkönen 14. győzelme, Lewis Hamilton 6. pole-pozíciója, Felipe Massa 8. leggyorsabb köre.
- Ferrari 200. győzelme

Alexander Wurz utolsó versenye.

## Fordítás
- Ez a szócikk részben vagy egészben  a(z)   2007 Chinese Grand Prix című angol Wikipédia-szócikk ezen változatának fordításán alapul.  Az eredeti cikk szerkesztőit annak laptörténete sorolja fel. Ez a jelzés csupán a megfogalmazás eredetét és a szerzői jogokat jelzi, nem szolgál a cikkben szereplő információk forrásmegjelöléseként.